# Teatro Santa Cecília
O Teatro Santa Cecília foi um teatro brasileiro localizado na cidade de Mamanguape, Paraíba. Foi o primeiro teatro do Estado da Paraíba, inaugurado no período de apogeu econômico, político e cultural de Mamanguape, entre 1857 e 1859. O teatro não existe mais, apenas há o prédio reformado que hoje abriga uma escola municipal.

## História
O teatro recebeu tal nome em homenagem à Cecília de Roma, considerada padroeira dos músicos e das artes. Não se sabe exatamente a data de inauguração do Teatro Santa Cecília, porém, há registros de que desde 1857 as atividades teatrais já estavam incorporadas à vida cotidiana da sociedade mamanguapense, por influência do professor de Latim e de Francês e homem de teatro Francisco Pulquério Gonçalves de Andrade. O Teatro Santa Cecília exerceu o papel de concentração dos grupos que já existiam na cidade, além de atrair companhias teatrais das províncias do Grão-Pará, Pernambuco e de países da Europa, como Portugal e França.
Entre 1850 e 1900, Mamanguape foi uma dos principais núcleos econômicos e populacionais da Paraíba no século XIX, superando na época as populações dos grandes centros urbanos da província. Assim, o teatro se tornou um dos mais importantes meios de comunicação social e cultural, sendo construída em cidades prósperas, como o caso de Mamanguape e Areia (segundo teatro construído na Paraíba). O Santa Cecília era um teatro particular e, diferente da capital da província, era um espaço apropriado e específico para apresentações teatrais. Apenas em 1889 foi construído o teatro da capital, o Santa Rosa. Antes, sem edifício de teatro, os espetáculos ou apresentações se realizavam por grupos de atores em casa adaptadas com o nome de teatro.

## Sociedade 25 de março (Abolicionismo em Mamanguape)
A cidade de Mamanguape estava presente nos eventos que anteviu a abolição da escravatura, definida de uma vez por todas pela Lei Áurea, de 13 de maio de 1888. Historiadores registram inúmeras reuniões de políticos e apresentações de espetáculos, em favor da abolição, realizados no interior do Teatro Santa Cecília. A cidade de Mamanguape daria também seus gritos contra o regime escravocrata. Não ficaria em silêncio ante o grande movimento da plena liberdade civil da espécie humana.  A partir daí é criada a Sociedade Abolicionista 25 de março, em homenagem a libertação cearense.

Num domingo, em 3 de maio de 1885, o Diário da Parahyba relatou que Mamanguape já avançava com as questões da abolição da escravatura. As reuniões em praças públicas foram iniciadas por Castro Pinto, um jovem estudante do 4º ano do curso de Direito. Depois das reuniões, adotaram um sistema de conferências, presididas pelos membros da Sociedade 25 de Março. A substituição se deu devido a um aparte de um correligionário da causa que fora mal interpretada por alguns dos que o ouviram, o que resultou em reuniões no Teatro Santa Cecília. 
(...) Esta sociedade foi inaugurada no dia 05 do corrente no edifício do theatro Santa Cecília, e é justo confessar que a sua festa esteve realmente esplêndida. Ali compareceram 400 pessoas da melhor sociedade e todos os camarotes estiveram repletos de senhoras. O theatro belamente adornado, oferecia no palco um aspecto de salão nobre, onde havia uma profusão de luzes e flores e onde estavam dispostos com grande simetria lugares para a diretoria da sociedade, as primeiras autoridades da comarca e as pessoas gradas que compareceram. Às 7 horas da noite, no meio de um silêncio profundo, o Sr. Francisco Barros Filho - presidente da sociedade, abriu a sessão, lendo nessa ocasião um discurso muito bem elaborado e passando depois a fazer efetiva a entrega de 9 cartas de liberdade. Em seguida teve a palavra o orador da sociedade - o Dr. Castro Pinto que mais uma vez deu provas dos vastos recursos intelectuais de que dispõe, mostrando-se digno dos aplausos que recebeu (...) - Diário da Parahyba, Ano II, Nº 97, Domingo, 03/05/1885, p. 1-2. 
À frente da sociedade estavam João Pereira de Castro Pinto, o capitão Francisco Joaquim Pereira Barroso Júnior, Francisco Alves Cordeiro, José Vicente Toscano Barreto e outros jovens com vida e ideais adiantados. Outros notáveis participaram da sessão de inauguração da sociedade no teatro, dente eles Antônio da Cunha Xavier de Andrade (Juiz de Direito da Comarca), Antônio Pedro de Mello (Promotor da Comarca), José Campello de Albuquerque Galvão (Deputado da Província), Idalino Montezuma de Menezes (Músico), José Loureiro (Tenente Coronel), Bartholomeu Leopoldino e Arthur Veloso. Após a reunião da Sociedade, mais de 20 escravos haviam sido libertados. No entanto, as 9 cartas de alforria concedidas pelo Sr. Francisco Filho não foram entregues sem ônus, pois a viúva de Francisco Cleto Toscano de Britto recebeu uma pequena indenização em troca da liberdade de sua escrava. Em 11 de fevereiro de 1888, se instalou em Mamanguape outra associação libertadora, que recebera o nome de "Club Ruy Barbosa", com presidência do Dr. Franklin Dantas Corrêa Goes (pai de João Dantas, assassino de João Pessoa) e apoio do Castro Pinto, entregando mais de 50 cartas de alforria.

## Fechamento e reformas
O referido teatro foi construído na rua Severina Ramos de Oliveira, seguindo o mesmo sistema de implementação do casario já existente, alinhando-se com os demais edifícios e destacando-se do entorno pela sua volumetria. O teatro tinha uma capacidade de mais de 350 pessoas. Compõe-se de um volume único, onde na fachada principal destacavam-se três portas na parte inferior e três janelas acima e paralelas às portas, inseridas num frontão triangular, com um jardim ao lado.
Com o declínio de Mamanguape, o Teatro Santa Cecília já não recebia mais grandes espetáculos. Abandonado, a professora Umbelina Garcez passou a tomar conta do prédio e instalou uma escola. De dia, educação, à noite, cultura. Quando havia espetáculos, as pessoas mandavam as cadeiras de tarde para comprarem as entradas à noite. O teatro não dispunha de assentos. No dia seguinte, as carteiras dos alunos, guardadas na casa de dona Garcez, retornavam à escola. O velho piano da nobre dama ficou muitos anos no Teatro Santa Cecília, que era uma réplica em tamanho reduzido do Teatro Santa Roza, da capital João Pessoa. Juntou suas economias e comprou o teatro, onde funcionava sua escola, cinema popular e casa de espetáculos. Muitos dramas foram encenados pelos alunos “sob a direção do escrivão Antônio Serrano Navarro, entendido em artes cênicas”.
O antigo prédio do teatro passou por várias reformas e foi convertido no Cinema São José, um cinema mudo fundado pela professora Umbelina Garcez. Este cinema durou pouco por falta de público e fechou. Tomando ciência pelo noticiário do Dr. Mário Campello, do semanário mamanguapense "O Jornal", o prefeito Sabiano Maia mandou reformar e entregou ao Sr. Pedro Eugênio, que inaugurou o Cine São Pedro, em 22 de setembro de 1933. Umbelina Garcez narra que recebeu a visita do prefeito José Fernandes de Lima. Foi então informada que a Prefeitura iria desapropriar o teatro Santa Cecília, “porque ele é um patrimônio histórico da cidade, e para conservar os prédios antigos, só mesmo o poder público”. O velho teatro estava perfeito, sem infiltrações nem rachaduras. Logo depois de desapropriado, o prefeito “mandou derrubar o teatro por dentro e construiu um moderno cinema. Descaracterizou a arquitetura interna daquele valioso patrimônio histórico, sem a menor consideração com sua benemérita protetora". Ao longo do tempo, o prédio do teatro já foi prefeitura, câmara de vereadores e hoje abriga a Escola Municipal de Ensino Fundamental Cônego José Paulino de Almeida.
O decreto n° 25.031, de 14 de maio de 2004, tornou o Centro Histórico de Mamanguape como patrimônio tombado pelo IPHAEP – Instituto do Patrimônio Histórico e Artístico do Estado da Paraíba, o que engloba também as dependências do antigo prédio do Teatro Santa Cecília.